# Хигинсвил (Мисури)
Хигинсвил (енгл. Higginsville) град је у америчкој савезној држави Мисури.

## Демографија
По попису из 2010. године број становника је 4.797, што је 115 (2,5%) становника више него 2000. године.
| Група             | 2000.         | 2010.         |
| Белци             | 4.266 (91,1%) | 4.322 (90,1%) |
| Афроамериканци    | 247 (5,3%)    | 252 (5,3%)    |
| Азијати           | 25 (0,5%)     | 24 (0,5%)     |
| Хиспаноамериканци | 70 (1,5%)     | 106 (2,2%)    |
| Укупно            | 4.682         | 4.797         |